# Hof (świątynia)

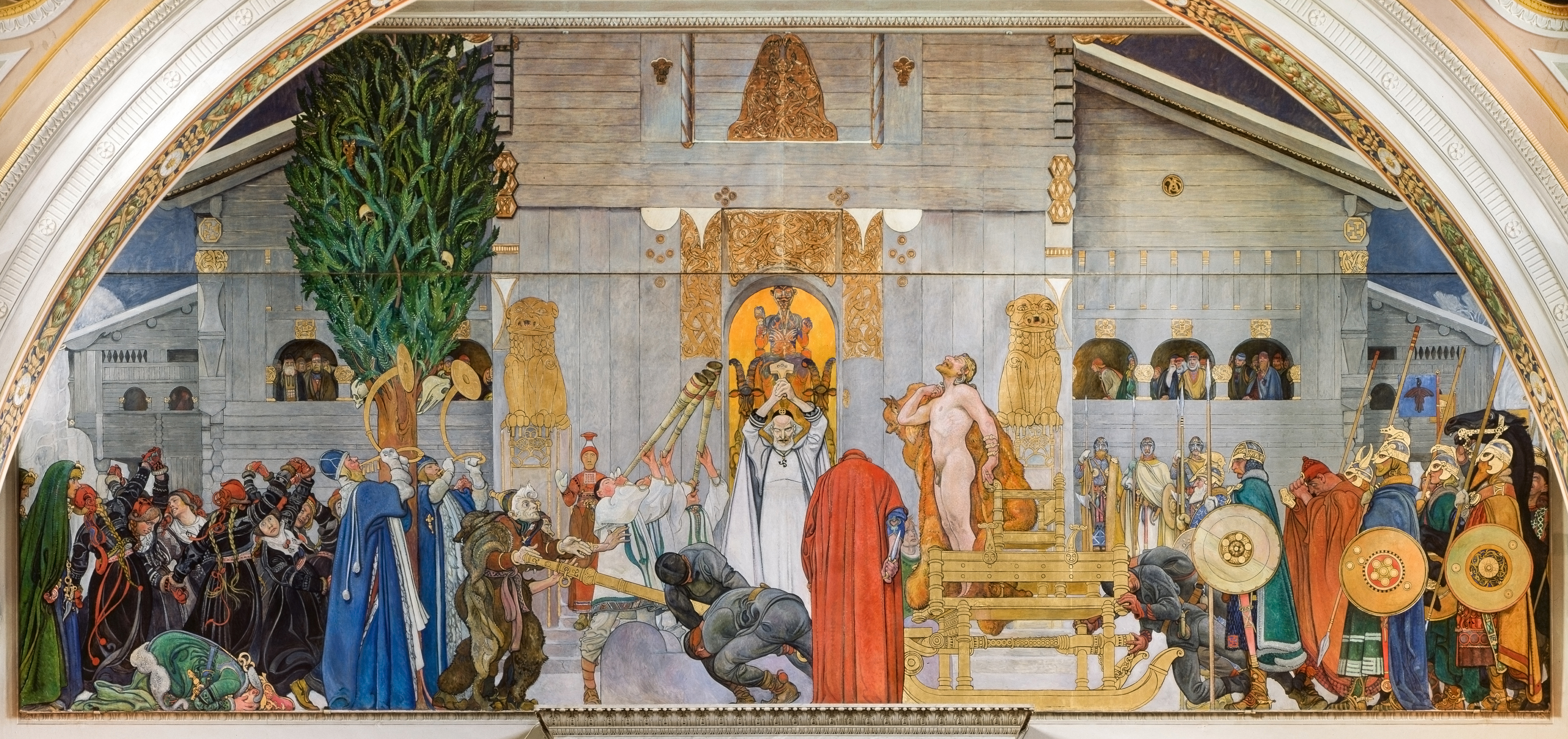
Carl Larsson, Midvinterblot (1915): Król Domalde składa siebie samego w ofierze przed hofem w Gamla Uppsala

Hof – termin oznaczający świątynię w religii Germanów. Termin hof pochodzi z języka staronordyckiego.

## Etymologia
Staronordyckie słowo hof pierwotnie oznaczało halę, następnie zaczęto nim opisywać dwór (pierwotnie w znaczeniu dworu królewskiego lub arystokratycznego), a później także folwark. W średniowiecznych źródłach skandynawskich występuje ono raz jako hala, w poemacie Eddy starszej Hymiskviða, zaś w znaczeniu folwarku zaczyna pojawiać się w XIV wieku. Gdzie indziej zaś pojawia się jedynie jako określenie świątyni. Hof okazjonalnie pojawia się również w znaczeniu świątyni w języku staro-wysoko-niemieckim. W Skandynawii epoki wikingów zdaje się wypierać starsze określenia świętych miejsc: vé, hörgr, lundr, vangr, oraz vin, szczególnie w zachodnionordyckim obszarze językowym, tj. w Norwegii i Islandii. Stanowi dominujące określenie świątyni w islandzkich sagach, lecz jest rzadkie w poezji skaldów.
Liczne miejsca w Skandynawii, zwłaszcza w regionach zachodnionordyckich, noszą nazwy hof lub hov, zarówno samodzielnie, jak i w zbitkach, na przykład:
- Hov na wyspie Suðuroy, Wyspy Owcze
- Hof w Vestfold, Norwegia
- Hof, osada na Islandii
- Hov, część gminy Båstad w Skanii, Szwecja

Niektóre nazwy miejscowe, często nazwy farm, zawierają to słowo, tak jak:
- Kilka miejsc na Islandii noszących nazwę Hofstaðir, w tym jedno stanowisko z pozostałościami hofu.
- Hofsós, miejscowość na Islandii.
- Norderhov, dawna gmina w Norwegii – poświęcona Njörðrowi.
- Torshov, okolica Oslo i Thorsø, folwark w Torsnes w Norwegii – poświęcony Thorowi.

Istnieje również przykład w Anglii: Hoff w Kumbrii, z towarzyszącym mu Hoff Lund, „grobem świątynnym”.

## Znaleziska archeologiczne

### Dania
W latach 90. duńscy archeolodzy okryli siedzibę wodza na brzegu jeziora Tissø w Zelandii Zachodniej. Wśród innych znalezisk odkryli oni również pozostałości długiego domu lub hali, użytkowanej pomiędzy VI a XI wiekiem po Chrystusie. Na podstawie widocznych dookoła otworów można było stwierdzić, że dach wspierał się na kilku bardzo mocnych kolumnach, a sam budynek był wysoki, być może dwukondygnacyjny. Składało się na niego duże centralne pomieszczenie, w którym znaleziono liczne kości zwierzęce, fragmenty frankijskich naczyń szklanych oraz instrument smyczkowy. Znaleziska te pozwalały z dużym prawdopodobieństwem stwierdzić, że hala była używana w celu ceremonialnych uczt. Dodatkowo, w bezpośrednim sąsiedztwie znaleziono dużą liczbę przedmiotów wotywnych, jak na przykład duży pierścień ze złota, amulety z motywami mitologicznymi oraz kości zwierzęce. Odkrycia te wskazują na to, że cały kompleks stanowił w przeszłości ważny ośrodek religijny.
Inne znaleziska w badanym obszarze, takie jak na przykład broń czy biżuteria, dowodzą, że miejsce było związane z wyższymi warstwami ówczesnego społeczeństwa, prawdopodobnie z rodziną królewską. Cały kompleks, obejmujący również warsztaty i rynek, mógł funkcjonować jako tymczasowa rezydencja dla króla, gdy ten organizował okresowe odwiedziny w poszczególnych częściach królestwa. Badania dowiodły, że kompleks był używany tylko w krótkich okresach. Król pełnił równocześnie funkcję przywódcy religijnego, a hof był użytkowany do uczt i blótów mających miejsce w trakcie jego odwiedzin. Podobne kompleksy budynków są znane z innych miejsc we wschodniej Skandynawii, takich jak na przykład Järrestad w Skanii, Lisbjerg w Jutlandii czy Toftegård na Zelandii. Tego rodzaju centra królewskie, nazywane przez archeologów placami centralnymi, posiadają być może paralele z pałacami królewskimi Merowingów, Karolingów i cesarzy rzymskich, takich jak kompleks pałacowy Karola Wielkiego w Akwizgranie. Obejmowały one również budynki sakralne, rynki i warsztaty użytkowane głównie podczas obecności suwerena w posiadłości.

### Islandia

#### Hofstaðir
Zarówno nazwa osady Hofstaðir obok jeziora Mývatn, jak i tradycja lokalna wskazują na to, że w przeszłości istniał tu hof. Jego lokalizacja została odkryta w 1908 roku przez Daniela Bruuna i ponownie w 1965 roku przez Olafa Olsena. Od 1991 roku Islandzki Instytut Archeologiczny (isl. Fornleifastofnun Íslands – FSI) prowadzi ponowne badania nad miejscem; od 2002 roku odbywa się to jako część międzynarodowych badań w ramach programu Landscape of Settlements. Wykopaliska doprowadziły do odkrycia dużego długiego domu z niewielkim oddzielnym pomieszczeniem na północnym krańcu, długiego na 42 metry i szerokiego na 8 metrów w swojej głównej części. Budynek posiadał trzy niewielkie, wystające sekcje, dwie blisko południowego krańca i jedną po przeciwnej stronie. Zawierał również palenisko na środku i mniejsze paleniska na obu końcach głównego pomieszczenia. Kości zwierzęce zostały znalezione na całej przestrzeni głównego pomieszczenia, a także, w mniejszej liczbie, w małym pomieszczeniu. Odkryto również wiele różnych, powiązanych budynków.
Olsen wykorzystał przykład Hofstaðir jako idealny do zobrazowania idei świątyni-gospodarstwa. Z wyjątkiem swoich dużych rozmiarów, budynek w swej formie jest identyczny z innymi długimi domami, mniejsze pomieszczenie na północnym krańcu jest późniejszym dodatkiem, a wykopaliska z 1908 roku nie odsłoniły w pełni wejść, aneksów i budynków towarzyszących. Stwierdził on, że obiekt był przede wszystkim budynkiem gospodarczym i pełnił funkcję hofu jedynie incydentalnie. Jednakże w trakcie wyjaśniania relacji pomiędzy aneksami a pomieszczeniem głównym, ponowne wykopaliska odsłoniły więcej fragmentów kości, zaś analiza dowiodła, że co najmniej 23 sztuki bydła zostały złożone na miejscu w ofierze. Zostały one uśmiercone w nietypowy sposób, tj. poprzez cios pomiędzy oczy, a ich czaszki wystawione na zewnątrz przez lata. Rogi nie zostały usunięte, a pod względem wieku zwierzęta mieściły w zakresie od dojrzałych do będących w średnim wieku, z czego obie opcje były wyjątkowe w hodowlach Islandii w tamtym okresie; ponadto większość z nich stanowiły byki, co również jest zaskakujące w gospodarce mlecznej. Wiek czaszek jest różny, z ostatnią poświęconą około roku 1000. Znaleziono też jeden szkielet owcy poświęconej tą samą metodą, co bydło. Znalezione kości pozwalają na stwierdzenie funkcjonowania budynku w roli hofu. Podobne wnioski przywodzi zaskakująco mały rozmiar centralnego paleniska w porównaniu do dużych rozmiarów budowli, relatywnie niewielka ilość znalezionych wartościowych przedmiotów (w tym kompletny brak broni) oraz lokalizacja, wygodna do podróżowania i bardzo widoczna, ale niezbyt dobra dla zabudowań gospodarczych. Niecodzienne dowody na częste uczty mięsne nie wskazują na zamożne siedlisko, ale miejsce regularnych, rytualnych zebrań, najprawdopodobniej w trakcie wiosny i lata. Nietypowa metoda uboju celowo przyjmowała dramatyczną formę, wywołując fontanny krwi. Czaszki zostały znalezione pośród resztek dachu i ścian, wszystkie oprócz jednej pogrupowane w dwóch miejscach na południowym końcu hali: w środku południowo-wschodniego aneksu i pomiędzy południowo-zachodnim aneksem a ścianą głównego budynku. Wydaje się prawdopodobne, że były one na widoku w czasie, gdy budynek był użytkowany, a miejsce, gdzie zostały znalezione było przechowalnią, czy to standardową na czas zimy, czy też kryjówką po konwersji na chrześcijaństwo, skutkującej opuszczeniem budynku w połowie XI wieku. Ofiara z owcy może być interpretowana jako rytuał kończący funkcjonowanie lokalizacji.
Olsen uważa również za wysoce istotne to, że tylko w odległości 9 metrów od południowych drzwi budynku znajdował się owalny dół zawierający popiół, węgiel drzewny, fragmenty kości zwierzęcych i okopcone kamienie. Wskazuje on, że islandzkie gospodarstwa zazwyczaj pozbywały się śmieci na uboczu oraz interpretuje ów dół jako dużą jamę do pieczenia.

#### Sæból i inne lokalizacje na planie kwadratu
Liczne ruiny na planie kwadratu na Islandii, zwłaszcza jedno w Sæból, były interpretowane jako pozostałości hofów, jednak Olsen wykazał, że są one identyczne w formie i skali z będącymi wciąż w użyciu na Islandii końskimi straganami. Przypisał on legendy o hofach do romantycznego nacjonalizmu i zwrócił uwagę, że wiele z nich na początku XIX wieku było nazywanych średniowiecznymi kaplicami (bænhús) i dopiero pod koniec tego wieku uległy przemianowaniu na ruiny hofów.

## Współcześnie
Kilka budynków zostało zbudowanych lub adaptowanych jako hofy współcześnie przez rodzimowierców germańskich. Na Islandii Ásatrúarfélagið otrzymało w 2006 roku pozwolenie na budowę świątyni w Reykjavíku. Budowa obiektu rozpoczęła się w 2015 roku na wzgórzu położonym obok Portu lotniczego Reykjavík; owalny budynek zaprojektował Magnus Jensen, architekt będący wyznawcą Ásatrú. Przynajmniej jedna amerykańska grupa rodzimowierców germańskich uzyskała identyfikację hofu przez władze lokalne. W trakcie Midsommar w 2014 roku Odinist Fellowship konsekrowało dawną kaplicę Tudorów jako hof w Newark-on-Trent w angielskim hrabstwie Nottinghamshire. W 2016 roku otwarto Valheim Hof w Koryncie w Danii.